# Canonico

Stemma di un canonico.

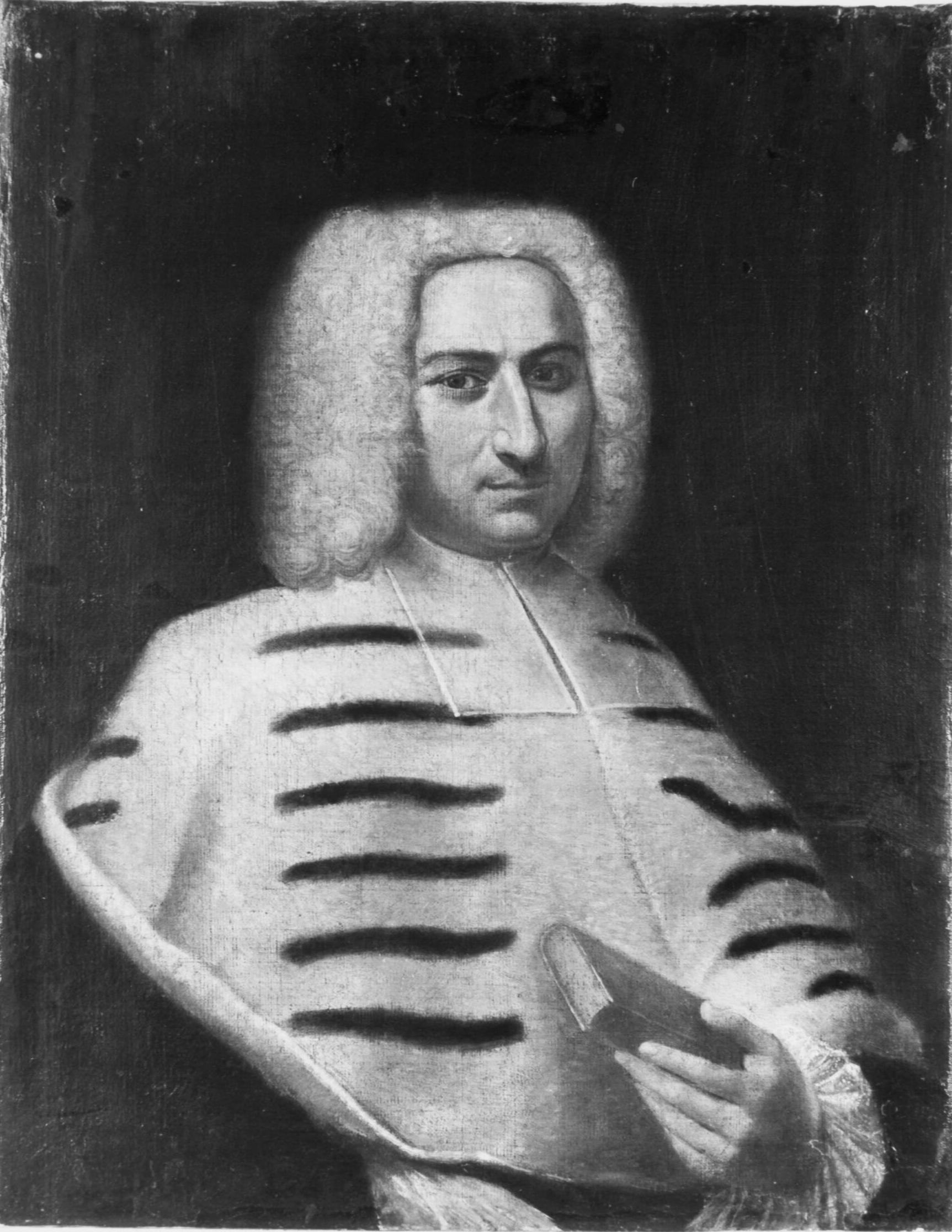
Canonico in Olanda

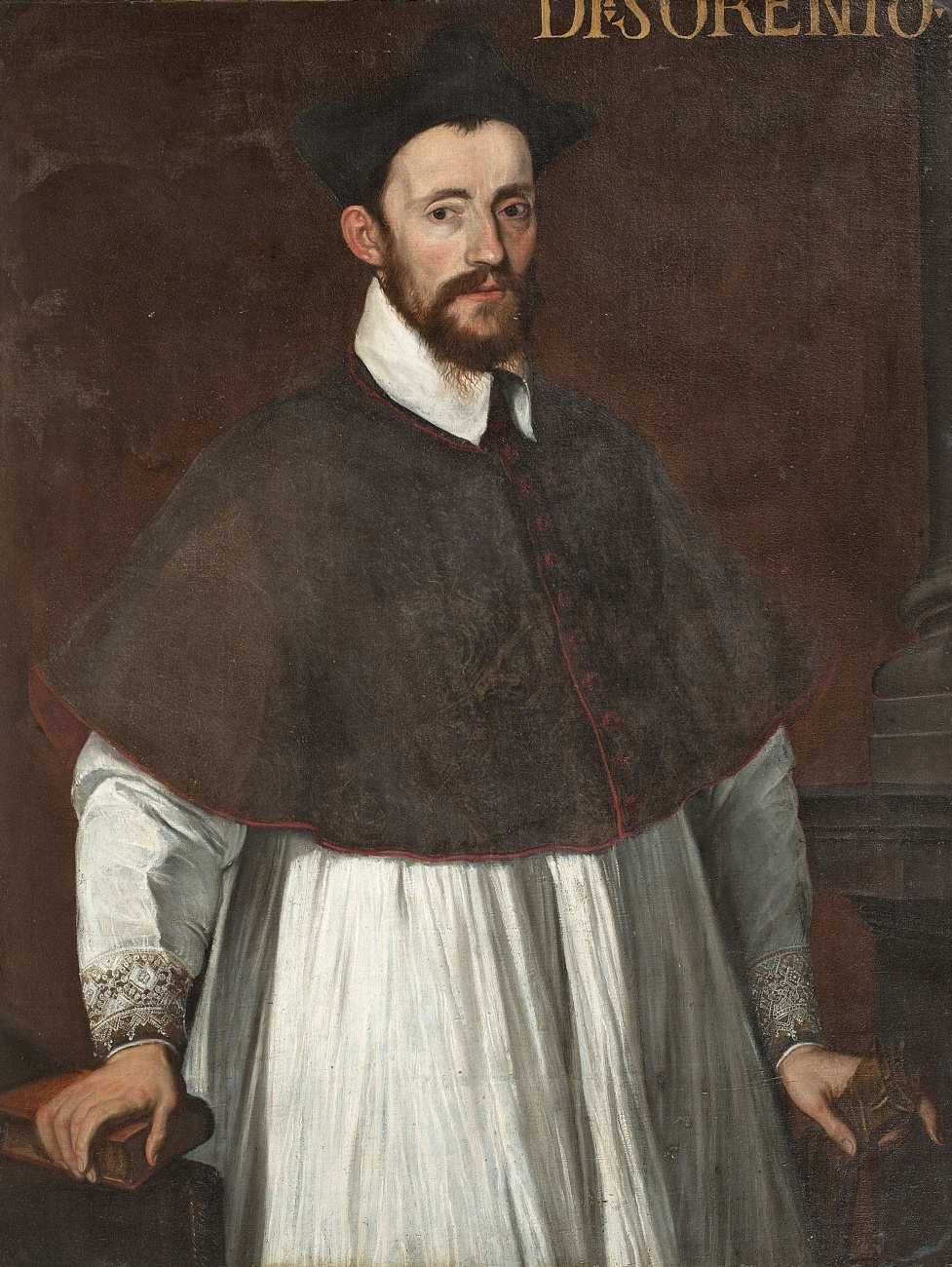
Ritratto di un sacerdote. Italia, fine del XVI secolo.

Un canonico, nella Chiesa cattolica e nelle Chiese della Comunione Anglicana, è un chierico membro del capitolo di una chiesa cattedrale, concattedrale o collegiata. 
La parola deriva dal greco antico κανονικός (trasl. kanonikós) "conforme alla regola, regolare", che a sua volta deriva da κανών (trasl. kanṓn) "regola". 
Varie congregazioni religiose portano il nome di canonici regolari, come i Canonici Regolari del Santissimo Salvatore Lateranense. Si tratta di forme di vita comune del clero, sviluppatesi all'inizio del II millennio, che per lo più vivono sotto la regola di sant'Agostino, con voti solenni di povertà, obbedienza e castità.

## Storia
Nei primi quattro-cinque secoli di storia della Chiesa i canonici erano gli ecclesiastici iscritti nell'apposito registro (il kanṓn in greco, appunto) conservato presso ogni chiesa vescovile. I canonici si distinguevano per l'appartenenza al clero diocesano, e quindi per la diretta dipendenza dal vescovo.
Nei secoli successivi, il termine passò ad indicare i chierici che assistevano il vescovo nella sua azione pastorale. Essi vivevano insieme a lui in vescovado e seguivano una regola comune o canone. I canonici si distinsero, così, dagli appartenenti alle istituzioni monastiche, come i Benedettini, o agli ordini mendicanti, come i domenicani e i francescani. La parrocchia, quale parte della diocesi affidata alla cura di un singolo sacerdote, nacque solo alla fine del X secolo. Per tutti i secoli precedenti la maggior parte dei sacerdoti diocesani visse in prossimità della cattedrale vescovile o delle chiese più importanti, mentre le aree rurali potevano ospitare delle pievi.

## Funzioni
Generalmente i canonici di una cattedrale, concattedrale o collegiata hanno l'obbligo di recitare insieme la liturgia delle ore, o per lo meno alcune delle sue parti più importanti. Essi sono riuniti in capitoli, che possiedono spesso beni con i quali provvedono al mantenimento dei loro canonici. 
I cappellani del Sovrano Militare Ordine di Malta e i sacerdoti cavalieri dell'Ordine Equestre del Santo Sepolcro sono canonici onorari di tali rispettivi Ordini e hanno diritto al titolo onorifico di "canonico" e "monsignore", oltre all'abito di coro da canonico, che include il rocchetto e la mozzetta (nera con bordi viola o violacea per l'Ordine di Malta e bianca con la croce rossa potenziata per l'Ordine del Santo Sepolcro).
Un discorso a parte valeva per i canonici di San Pietro in Vaticano, carica concessa perfino ai futuri imperatori del Sacro Romano Impero, oltre che agli ecclesiastici.
Il capitolo dei canonici era l'antico senato del vescovo diocesano. Soppiantato dal consiglio presbiterale, oggi conserva una prevalente funzione liturgica (can. 503-510).

## Abito
Quando i canonici recitano l'Ufficio divino insieme o partecipano ad altre funzioni liturgiche indossano l'abito corale. Elemento proprio dell'abito corale dei canonici è la mozzetta nera o grigia con occhielli, bottoni, bordi e fodera violacei. L'uso della mozzetta paonazza con occhielli, bottoni, bordi e fodera cremisi è consentito solamente ai canonici vescovi a meno di speciali concessioni a specifici capitoli.

## I canonici di Rito romano
Per canonico in origine si intendeva una persona la quale possiede una prebenda o rendita, assegnata per l’adempimento del divino servigio. Nel rito romano tradizionalmente i canonici si distinguono in secolari e regolari. Tra i secolari un’ulteriore distinzione avviene secondo l’afferenza al capitolo di una cattedrale o di una collegiata. Coloro che non sono ancora ascritti canonicamente ad un capitolo vengono detti domicellari (domicellares).
Materia di studio di tali dignità ecclesiastiche e temporali e delle attribuzioni onorifiche a esse congiunte è l’assiografia. Vi sono infatti numerose suddivisioni, molte delle quali oggi non più sussistenti dato il mutare della geografia ecclesiastica. Si distinguono infatti a seconda della diversa dignità, munus, rendita. Altre tipologie invece esistono tutt’oggi e sono di seguito elencate: 
- canonici infulati[8] o mitrati: hanno il privilegio di portare la mitra e le altre insegne pontificali, quantunque con specifici accorgimenti;
- canonici iubilati o giubilati: canonici prebendati che dopo un lodevole servizio di 40 anni percepiscono le rendite delle loro prebende, ma sono dispensati dal servizio all’altare;
- canonici a latere;
- canonici oblegatarlii;
- canonici nati: membri di un capitolo solo in ragione della connessione del loro proprio ufficio con la dignità di canonico;
- canonici estranei: erano quelli che non officiavano nelle canoniche alle quali appartenevano. A questi erano opposti i canonici mansionari o residenziali.

Nella Chiesa, in Londra, vi erano dei canonici minori o piccioli, che officiavano, per i maggiori. Vi furono inoltre dei canonici di povertà, canonici terziari (che ricevevano un terzo della prebenda), e addirittura canonici ad succurrendum, che erano cioè fatti canonici in articulo mortis, per partecipare della elezione del capitolo.
Infine vi sono i canonici laici od onorari. Detto anche protocanonici, essi sono quelli fra i laici che sono stati ammessi per onore e rispetto. Tali furono i Conti d'Anjou nella Chiesa di San Martino di Tours, i Re di Francia, di Sant’Ilario in Poitiers, l'Imperatore del Sacro Romano Impero, canonico di San Pietro in Vaticano. Più recentemente il Presidente della Repubblica Francese (come successore politico dei Re di Francia e Navarra) e il Re di Spagna sono rispettivamente protocanonico dell'Arcibasilica Papale di San Giovanni in Laterano e protocanonico della Basilica Liberiana di Santa Maria Maggiore.

## I canonici di Rito ambrosiano
La tradizione del rito ambrosiano presenta delle diversificazioni specifiche per i canonici appartenenti al clero di una cattedrale, di una basilica o di una chiesa prepositurale. Essi si distinguono innanzitutto in:
- Canonici maggiori (ordo major), ovvero quelli appartenenti ad una cattedrale
- Canonici minori (ordo minor), ovvero quelli appartenenti ad una basilica non cattedrale o a una chiesa prepositurale

Essi inoltre, al proprio interno, hanno una suddivisione basata sulle loro funzioni:
- Canonici con funzione presbiterale
- Canonici con funzione diaconale

Essi sono a loro volta divisi per tipologia:
- Canonico effettivo
- Canonico aggregato
- Canonico onorario
- Canonico emerito

All'interno di quelli effettivi, vi sono delle dignità che restano all'attivo:
- Arciprete o Prevosto
- Arcidiacono
- Primicerio
- Prevosto
- Prefetto
- Teologo
- Penitenziere
- Maestro delle cerimonie
- Coadiutore delle cerimonie

Altre dignità sono state abolite nel corso del Novecento:
- Erogatario
- Numcupativo
- Mazzeconico
- Primicerio minore
- Secondicerio
- Cimiliarca

I penitenzieri, a loro volta, si dividono in:
- Penitenziere maggiore
- Penitenziere minore
- Aiuto penitenziere

I mansionari (o mensionari), inoltre, godevano di un beneficio minore, senza essere però ritenuti membri costitutivi di un capitolo. Essi erano presenti anche al di fuori dell'Arcidiocesi di Milano, come ad esempio nel capitolo della Collegiata di Catania.